# Сестренка (приток Волги)
Сестренка — малая река в России, протекает по Камышинскому району Волгоградской области. Правый приток Волги, впадает в убежище Сестренка Волгоградского водохранилища.
Согласно Историко-географический словарь Саратовской губернии 1901 года издания река Сестренка брала начало за большой почтовой дорогой из водораздела Волги и Иловли двумя истоками, с севера речкой Белой, с юга Белой Глинкой, соединявшихся у большой дороги и образующих реку Сестренку, которая отсюда текла на северо-восток на протяжении 13 вёрст (чуть менее 14 км). На реке располагались деревни Средняя и Нижняя Сестренки.
В настоящее время река впадает в залив убежище Сестренки, образовавшемся в нижнем течении реки после заполнения Волгоградского водохранилища. Согласно топографической карте 1987 года исток реки расположен в овраге Казённом, примерно в 5 км ниже села Белогорки. Длина реки (без учёта извилин) составляет менее 6 км.